# Niccolò Pierozzi
Niccolò Pierozzi, né le 12 septembre 2001 à Florence en Italie, est un footballeur italien, qui joue au poste d'arrière droit au Palerme FC.

## Biographie

### En club
Né à Florence en Italie, Niccolò Pierozzi est formé par l'ACF Fiorentina. Il commence toutefois sa carrière à l'Aurora Pro Patria, où le 28 juillet 2021, il est prêté pour une saison . Il inscrit son premier but le 26 septembre 2021, lors d'une rencontre de championnat face au Calcio Padoue. Il ne peut toutefois pas empêcher la défaite de son équipe par deux buts à un. Il parvient à s'épanouir dans cette équipe où il réalise une saison pleine.
Le 22 juillet 2022, il est prêté pour une saison à la Reggina 1914. Il joue son premier match de Serie B le 14 août 2022 contre la SPAL, le 14 août 2022. Il est titularisé et son équipe s'impose par trois buts à un,.

### En sélection
Niccolò Pierozzi représente l'équipe d'Italie des moins de 18 ans, pour un total de quatre matchs joués, tous en 2019.
Il joue son premier match avec l'équipe d'Italie espoirs le 24 mars 2023 contre la Serbie. Il est titularisé et son équipe l'emporte par deux buts à un.

## Vie privée
Niccolò Pierozzi a un frère jumeau, Edoardo Pierozzi (en), qui est lui aussi footballeur.